# Kościół Niepokalanego Poczęcia Najświętszej Maryi Panny w Janowie
Kościół Niepokalanego Poczęcia Najświętszej Maryi Panny – rzymskokatolicki kościół parafialny znajdujący się w Janowie, należący do dekanatu Żarki archidiecezji częstochowskiej.
Obecna świątynia została wzniesiona w stylu neobarokowym w latach 1921-1923, według projektu arch. Wacława Nowakowskiego. We wnętrzu znajduje się polichromia wykonana w latach 80. XX wieku, która zastąpiła poprzednie malowidła wykonane w latach 40. XX wieku. Ołtarz główny w kościele nosi cechy stylu neobarokowego, podobnie jak ambona ozdobiona rzeźbami trzech aniołów. Wyposażenie budowli reprezentują m.in. kielich wykonany w XVIII wieku oraz monstrancja pochodząca z 1854 roku. Przy wejściu do świątyni znajdują się dwie tablice. Pierwsza z nich jest poświęcona kapitanowi Jerzego Kurpińskiego, dowódcy oddziału Armii Krajowej "Ponury”. Z kolei druga jest dedykowana księdzu Leonowi Kuchcie i organiście Władysławowi Misterkowi, którzy zginęli z rąk hitlerowców w czasie II wojny światowej.